# Cal Kestis
Personnage de fiction apparaissant dans
Star Wars.
Cal Kestis est un personnage fictif de l'univers étendu de Star Wars, apparaissant pour la première fois dans le jeu vidéo Star Wars Jedi: Fallen Order de Respawn Entertainment. Son histoire se déroule 5 ans après les évènements narrés dans Star Wars, épisode III : La Revanche des Sith.

## Histoire

### Résumé
L'histoire de Cal Kestis s'insère chronologiquement au sein de l'univers Star Wars entre l'épisode III et l'épisode IV, cinq ans après les événements relatés dans La Revanche des Sith.
Cal Kestis est un ancien padawan qui vit désormais dans la clandestinité, après avoir survécu à l'Ordre 66 décrété par l'empereur Palpatine et la grande purge de l'ordre Jedi qui s'est ensuivi. Désormais reconverti en ferrailleur sur la planète Bracca, il voit toutefois son existence de nouveau bouleversée lorsque les Inquisiteurs impériaux, chargés de traquer et d'éradiquer les derniers Jedi, finissent par retrouver sa trace.

### Pendant la guerre des clones
Cal Kestis était un padawan durant la guerre des clones, suivant l’apprentissage du maitre jedi  Jaro Tapal. L'élève et son maître faisaient alors partie du treizième bataillon de l'armée clone.
C'est après une mission victorieuse sur la planète Bracca que Palpatine ordonne aux troupes de Tapal d’exécuter l'ordre 66. Le maitre Jedi est alors capable de sentir des perturbations dans la Force et parvient à empêcher une première tentative d'assassinat. Il parvient un moment à retenir ses troupes, à saboter son vaisseau et à fuir avec son apprenti à bord d'une capsule de sauvetage, tandis que tous les soldats dont il avait le commandement périssent dans l'explosion du vaisseau. Mortellement blessé, il succombe dans les bras de son élève, après lui avoir transmis son sabre laser.

### Après la Grande purge Jedi
Cinq ans après l'exécution de l'Ordre 66 et le début de la Grande purge Jedi, l'ancien padawan Cal Kestis se cache du nouvellement créé Empire galactique. Sur la planète Bracca, où il travaille comme ferrailleur sur des carcasses de vaisseaux de la guerre des clones, Cal utilise la Force pour sauver son ami Prauf d’une chute mortelle. L'incident est enregistré par un droïde sonde impérial, qui relaie l'information à l'Empire. Celui-ci envoie deux inquisiteurs — les Deuxième et Neuvième Sœurs, dont la mission est de traquer les survivants de l’ordre Jedi — pour poursuivre Cal. Ce dernier parvient à s’échapper, tandis que Prauf y laisse la vie, engageant brièvement la Deuxième Sœur en combat avant d'être secouru par une ancienne Jedi, Cere Junda, et son partenaire pilote Greez Dritus dans leur navire, le Stinger Mantis.
Cere emmène Cal sur la planète Bogano, en espérant qu’il puisse accéder à un ancien sanctuaire sans lui en expliquer clairement les raisons. En chemin, Cal se lie d'amitié avec un petit droïde nommé BD-1, qui lui montre un message d'un ancien maître Jedi nommé Eno Cordova. Le message révèle que le sanctuaire a été construit par une civilisation ancienne, les Zeffo, et qu'un holocron Jedi contenant une liste d'enfants sensibles à la Force a été caché à l'intérieur par Cordova. Cere pense que cette liste pourrait aider à reconstruire l'Ordre Jedi, mais le seul moyen d'y accéder est de suivre les traces de Cordova. Cal se dirige ainsi vers le monde natal de Zeffo et explore un ancien temple. Là, il trouve un indice pointant vers un ami de Cordova, le chef des Wookiees, Tarfful, sur la planète Kashyyyk.
Sur Kashyyyk, Cal détourne un AT-AT impérial et se dirige vers les forêts, rencontrant en chemin le célèbre insurgé Saw Gerrera. Cal fait équipe avec les rebelles pour vaincre les forces impériales et libérer leurs travailleurs esclaves Wookiees. Incapable de trouver Tarfful, Cal retourne sur Zeffo pour trouver plus d'indices concernant le coffre où est caché l’holocron. Là, il est pris en embuscade par la Deuxième Sœur, qui se révèle être l'ancienne Padawan de Cere, Trilla Suduri, qui avait été capturée par l'Empire après que Cere ait révélé, sous la torture, où elle se cachait. De nouveau, Cal parvient à lui échapper ; Trilla parvient toutefois à l’avertir que Cere le trahira inévitablement, tôt ou tard.
Cal apprend qu'il doit trouver un artefact Zeffo appelé l’Astrium pour déverrouiller le coffre, mais est ensuite capturé avec BD-1 par un chasseur de primes de la Nuée d'Haxion. Il est forcé de combattre différents ennemis dans une arène de gladiateurs appartenant à Sorc Tormo, le patron d'Haxion qui lui apprend que Greez a d'énormes dettes de paris. Cal et BD-1 sont secourus par Cere et Greez, puis reçoit une communication de Tarfful, qui est prêt à le rencontrer. De retour sur Kashyyyk, Tarfful demande à Cal de chercher des réponses en haut de l'Arbre des Origines. Lors de son ascension, il est attaqué par la Neuvième Sœur, dont le vaisseau est abattu par une grande créature ailée. Cal trouve la créature blessée par l'attaque et la soigne, lui permettant d'accéder au sommet de l'Arbre des Origines par la voie des airs. Il trouve un enregistrement de Cordova lui disant qu'un Astrium peut être trouvé dans une tombe Zeffo sur Dathomir. Cal est de nouveau attaquée par la Neuvième Sœur et la vainc.
Sur Dathomir, la progression de Cal est entravée par Merrin, une sœur de la nuit qui blâme les Jedi pour le massacre de son peuple pendant la guerre des clones, causé par le Général Grievous, et tente de l'éloigner en invoquant une armée de revenants. Cal a par la suite une vision de son ancien maître, Jaro Tapal, se sacrifiant pour le protéger pendant l'Ordre 66, puis est attaqué par l'esprit de Jaro, entraînant la destruction du cristal de son sabre laser. Cal rencontre ensuite l'ancien Jedi Taron Malicos, qui s'est écrasé sur Dathomir pendant la Purge et cherche à apprendre la magie des sœurs de la nuit. Malicos propose d'enseigner à Cal comment gérer ce pouvoir sombre, mais il refuse et s'enfuit après que Merrin les a attaqués tous les deux avec une armée de mortes-vivantes.
À bord du Mantis, Cere admet que lorsqu'elle a appris que Trilla est devenue une Inquisitrice, elle est brièvement tombée du côté obscur, c'est pourquoi elle a choisi de se couper de la Force. Après avoir voyagé sur Ilum pour reconstruire son sabre laser, Cal retourne sur Dathomir, où il récupère l'Astrium et surmonte sa culpabilité pour sa part de responsabilité dans la mort de Jaro. Malicos essaie à nouveau de tenter Cal vers le côté obscur, mais Cal le combat et est capable de le vaincre avec l'aide de Merrin, qui enterre Malicos vivant sur Dathomir. Merrin accepte alors de rejoindre l'équipage du Mantis.
L'équipage revient sur Bogano, où Cal utilise l'Astrium pour déverrouiller le coffre-fort du sanctuaire et s’emparer de l’holocron, mais il est à nouveau attaqué par Trilla, qui le lui vole et parvient à s'échapper après que Cal l'ait vaincue. De retour sur le Mantis, Cere choisit de renouer avec son statut de Maître Jedi et accorde à Cal le rang de Chevalier. Ensemble, ils attaquent le quartier général de l'Inquisition Impériale, une station sous-marine cachée dans les eaux de la planète Nur. Cal atteint la chambre d'interrogatoire où il affronte de nouveau Trilla, la vainc et récupère l'holocron.
Cere intervient alors, faisant amende honorable auprès de Trilla pour la ramener du côté obscur. Mais alors que Trilla semble sauvée, Dark Vador le seigneur noir des siths surgit et la tue pour son échec. Incapable de vaincre Vador, Cal et Cere échappent à grand peine à son emprise avec l'aide de BD-1 et Merrin. De retour sur le Mantis, Cal — ayant réalisé que trouver et rassembler les enfants listés sur l'holocron en ferait des cibles faciles pour l'Empire — choisit de détruire l'holocron, estimant qu'il était préférable pour ces enfants de découvrir leur propre destin, sans interférence extérieure...

## Caractéristiques

### Personnalité et aptitudes
Cal Kestis est un combattant talentueux. Bien que sensible à la force, il n'est pas un jedi lors des évènements narrés dans Star Wars Jedi: Fallen Order,. S'il reçoit auprès de Jaro Tapal une formation de jedi, il interrompt cette dernière lors de la mort de son maître et ne devient chevalier jedi que lors des évènements narrés dans Star Wars Jedi: Fallen Order, alors qu'il a dix-sept ans.
Il rejoint alors la liste des quelques Jedi, parmi lesquels se trouvent Anakin Skywalker ayant atteint le rang de chevalier Jedi avant l'âge de vingt ans. Il possède une capacité rare parmi les Jedi, la psychométrie, qui lui permet de voir des évènements liés au vécu d'un objet en le touchant.
Nick Calandra critique le caractère froid et insensible du personnage : il ne montre que peu de réactions lors de la mort de son ami Prauf et ne semble regretter que la mort de son maître.

### Apparence et voix
Sa voix et sa capture de mouvement sont interprétées par Cameron Monaghan.
Stig Asmussen, réalisateur de Fallen Order, explique le choix de prendre un homme comme protagoniste du jeu par la volonté de proposer un pendant à Rey, personnage principal de la dernière trilogie,.